# Jazz for Playgirls
Jazz for Playgirls è un album discografico a nome della Billy Ver Planck's Orchestra, pubblicato dall'etichetta discografica Savoy Records nel 1957.

## Tracce
Lato A
1. Señor Blues – 6:30 (Horace Silver) – Registrato il 17 novembre 1957
2. Play Girl Stroll – 3:30 (Ozzie Cadena) – Registrato il 30 luglio 1957
3. Aw, C'mon Sugah! – 7:20 (Ozzie Cadena) – Registrato il 17 novembre 1957

Durata totale: 17:20
Lato B
1. Whoo-ee! – 3:15 (Ozzie Cadena) – Registrato il 17 novembre 1957
2. Miss Spring Blues – 5:55 (Billy Ver Planck) – Registrato il 17 novembre 1957
3. Winds – 4:45 (Billy Ver Planck, Ozzie Cadena) – Registrato il 17 novembre 1957
4. Du-udah-udah – 6:00 (Billy Ver Planck) – Registrato il 17 novembre 1957

Durata totale: 19:55

## Musicisti
Señor Blues / Aw, C'mon Sugah! / Whoo-ee! / Miss Spring Blues / Winds / Du-udah-udah
- Billy Ver Planck - arrangiamenti, conduttore musicale
- Billy Ver Planck - trombone (solo nel brano: Du-udah-udah)[3]
- Clyde Raesinger - tromba
- Joe Wilder - tromba
- Bill Harris - trombone (eccetto nel brano: Du-udah-udah)[3]
- Phil Woods - sassofono alto
- Seldon Powell - sassofono tenore
- Gene Allen - sassofono baritono
- Eddie Costa - vibrafono, pianoforte
- George Duvivier - contrabbasso
- Bobby Donaldson - batteria

Play Girl Stroll
- Billy Ver Planck - arrangiamenti, conduttore musicale
- Bernie Glow - tromba
- Phil Sunkel - tromba
- Bill Harris - trombone
- Phil Woods - clarinetto, sassofono alto
- Seldon Powell - sassofono tenore
- Sol Schlinger - sassofono baritono
- Eddie Costa - pianoforte
- Wendell Marshall - contrabbasso
- Gus Johnson - batteria[4]